# قله بونانزا (آلاسکا)
قله بونانزا یک قله کوه با ارتفاع ۶۹۸۳ فوتی (۲۱۲۸ متری) است که در کوه‌های رانگل، در ایالت آلاسکا ایالات متحده واقع شده‌است. این قله به دلیل فراوانی ذخایر مس که از سال ۱۹۰۹ تا ۱۹۳۸ استخراج شده بود، قابل توجه بود. نام محلی این کوه در سال ۱۹۱۴ توسط سازمان زمین‌شناسی ایالات متحده گزارش شد.